# آبالتزیسکتا
آبالتزیسکتا (به اسپانیایی: Abaltzisketa) یک شهرستان در اسپانیا است که در Tolosaldea واقع شده‌است.
این شهرستان بخشی از منطقه خودمختار باسک است.